# Celtis luzonica
Celtis luzonica là một loài thực vật có hoa trong họ Cannabaceae. Loài này được Warb. mô tả khoa học đầu tiên năm 1905.